# Hino de Rondônia
O hino de Rondônia chama-se Céus de Rondônia, e tem letra de Joaquim Araújo Lima e música de José de Mello e Silva.

## Letra
"Poema" Céu de Rondônia.
"Quando nosso céu se faz moldura
Para engalanar a natureza
Nós, os bandeirantes de Rondônia
Nos orgulhamos de tanta beleza
Como sentinelas avançadas
Somos destemidos pioneiros
Que destas paragens do poente
Gritam com força: Somos brasileiros
Desta fronteira de nossa Pátria
Rondônia trabalha febrilmente
Nas oficinas e nas escolas
A orquestração empolga toda gente
Braços e mentes forjam cantando
A apoteose deste rincão
Que com orgulho exaltaremos
Enquanto nos palpita o coração
Azul, nosso céu é sempre azul
Que Deus o mantenha sem rival
Cristalino muito puro
E o conserve sempre assim
Aqui, toda vida se engalana
De beleza tropical
Nossos lagos, nossos rios
Nossas matas, tudo enfim
Aqui, toda vida se engalana
De beleza tropical
Nossos lagos, nossos rios
Nossas matas, tudo enfim
Nossas matas, tudo enfim
Tudo enfim!"